# Bahnhof Kira Yoshida
Der Bahnhof Kira Yoshida (jap. 吉良吉田駅, Kira Yoshida-eki) ist ein Bahnhof auf der japanischen Insel Honshū. Er wird von der Bahngesellschaft Meitetsu (Nagoya Tetsudō) betrieben und befindet sich in der Präfektur Aichi auf dem Gebiet der Stadt Nishio.

## Verbindungen
Kira Yoshida ist die Endstation sowohl der Meitetsu Nishio-Linie als auch der Meitetsu Gamagōri-Linie, die nordwärts nach Shin-Anjō bzw. ostwärts nach Gamagōri führen und dort jeweils einen Anschluss an die Tōkaidō-Hauptlinie herstellen. Auf der Nishio-Linie verkehren Express-Eilzüge im Halbstundentakt, die bis Nishio zunächst an allen Bahnhöfen halten; anschließend verkehren sie beschleunigt über Shin-Anjō, Chiryū und Nagoya nach Saya. Ebenfalls jede halbe Stunde verkehren Lokalzüge auf der Gamagōri-Linie mit Halt an allen Zwischenbahnhöfen bis nach Gamagōri.
Vom Bahnhofsvorplatz aus fährt eine Buslinie der Gesellschaft Meitetsu Bus nach Hekinan; sie ersetzte 2004 den stillgelegten südlichsten Abschnitt der Meitetsu Mikawa-Linie.

## Anlage
Der Bahnhof steht am östlichen Rand des Stadtteils Kirachō Yoshida, etwa einen halben Kilometer nördlich der Küste der Mikawa-Bucht, und ist von Wohnvierteln umgeben. Baulich handelt es sich um einen Keilbahnhof, auch wenn nur noch zwei der ursprünglich drei hier endenden Bahnstrecken in Betrieb sind. Die Meitetsu Nishio-Linie führt nach Norden und die Meitetsu Gamagōri-Linie nach Osten, während die westwärts führende Meitetsu Mikawa-Linie stillgelegt wurde.
Über den Bahnhofsvorplatz an der Westseite erfolgt der Zugang zum eingeschossigen Empfangsgebäude, woran zwei Seitenbahnsteige angebaut sind. Dabei halten die Züge der Gamagōri-Linie am südlichen Bahnsteig (Gleis 2) und jene der Nishio-Linie am nördlichen Bahnsteig (Gleis 3). Das am südlichsten gelegene Gleis 1 wird nur noch zum Abstellen von Zügen genutzt, da der dortige Bahnsteig abgebrochen wurde. Gleis 4 ganz im Norden wird noch sporadisch genutzt, erreichbar ist er über einen mit Schranken gesicherten Bahnübergang für Fußgänger. Während die Gleise 1 und 2 einen engen Radius aufweisen, um die Nishio- und die Gamagōri-Linie an der Ostseite der Anlage miteinander zu verbinden, verlaufen die Gleise 3 und 4 geradlinig.
Im Fiskaljahr 2020 nutzten durchschnittlich 2211 Fahrgäste täglich den Bahnhof.

## Bilder

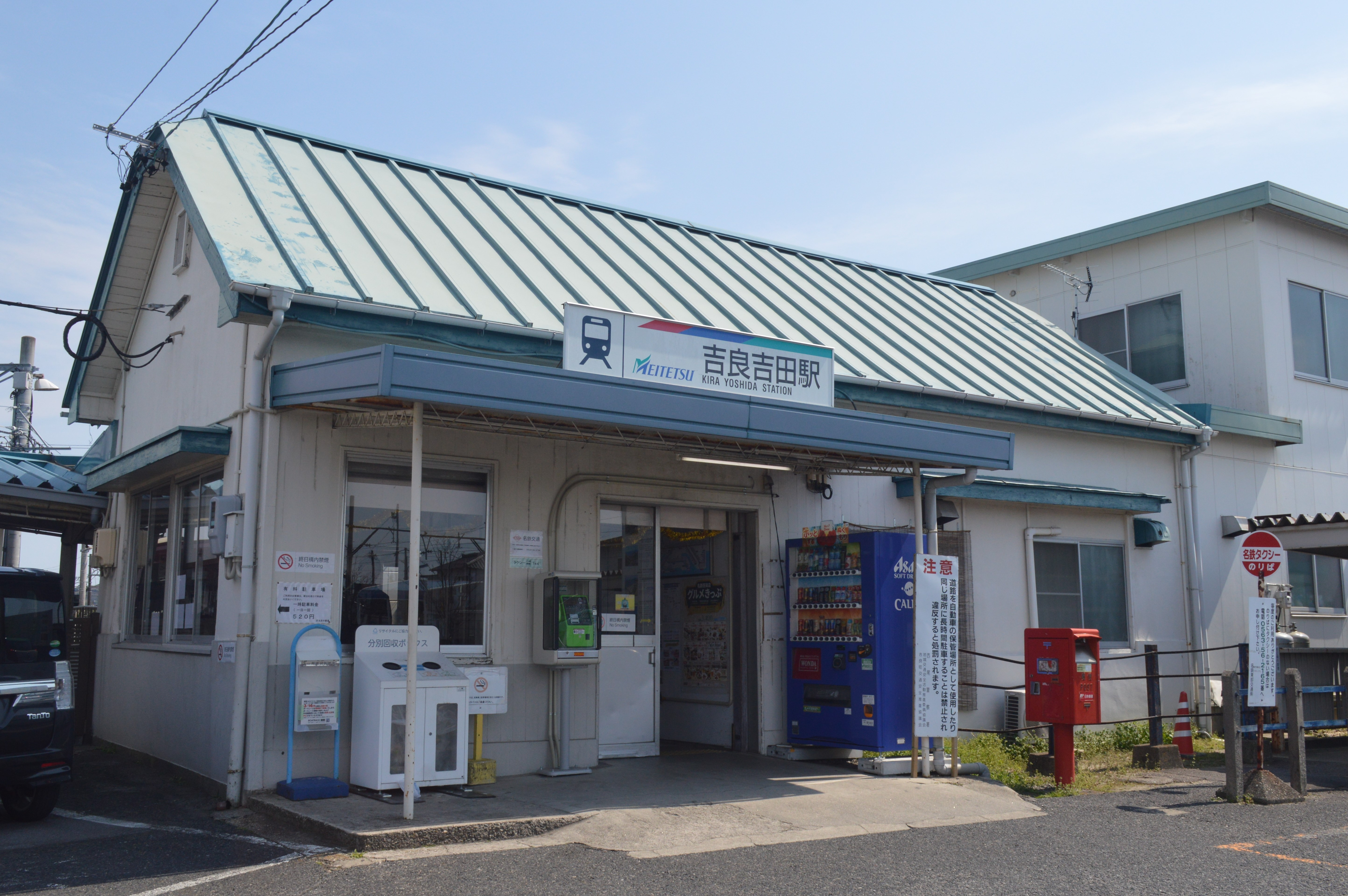
Empfangsgebäude
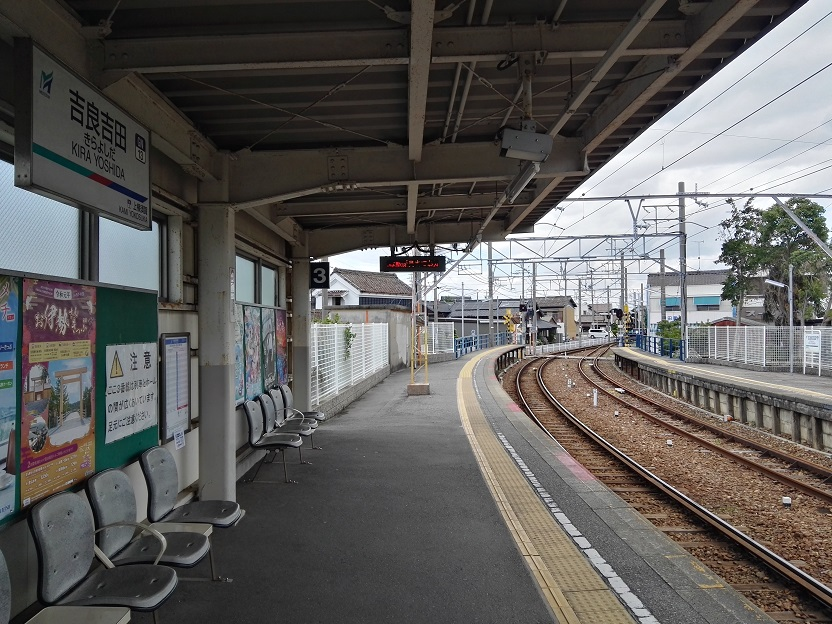
Bahnsteige der Nishio-Linie
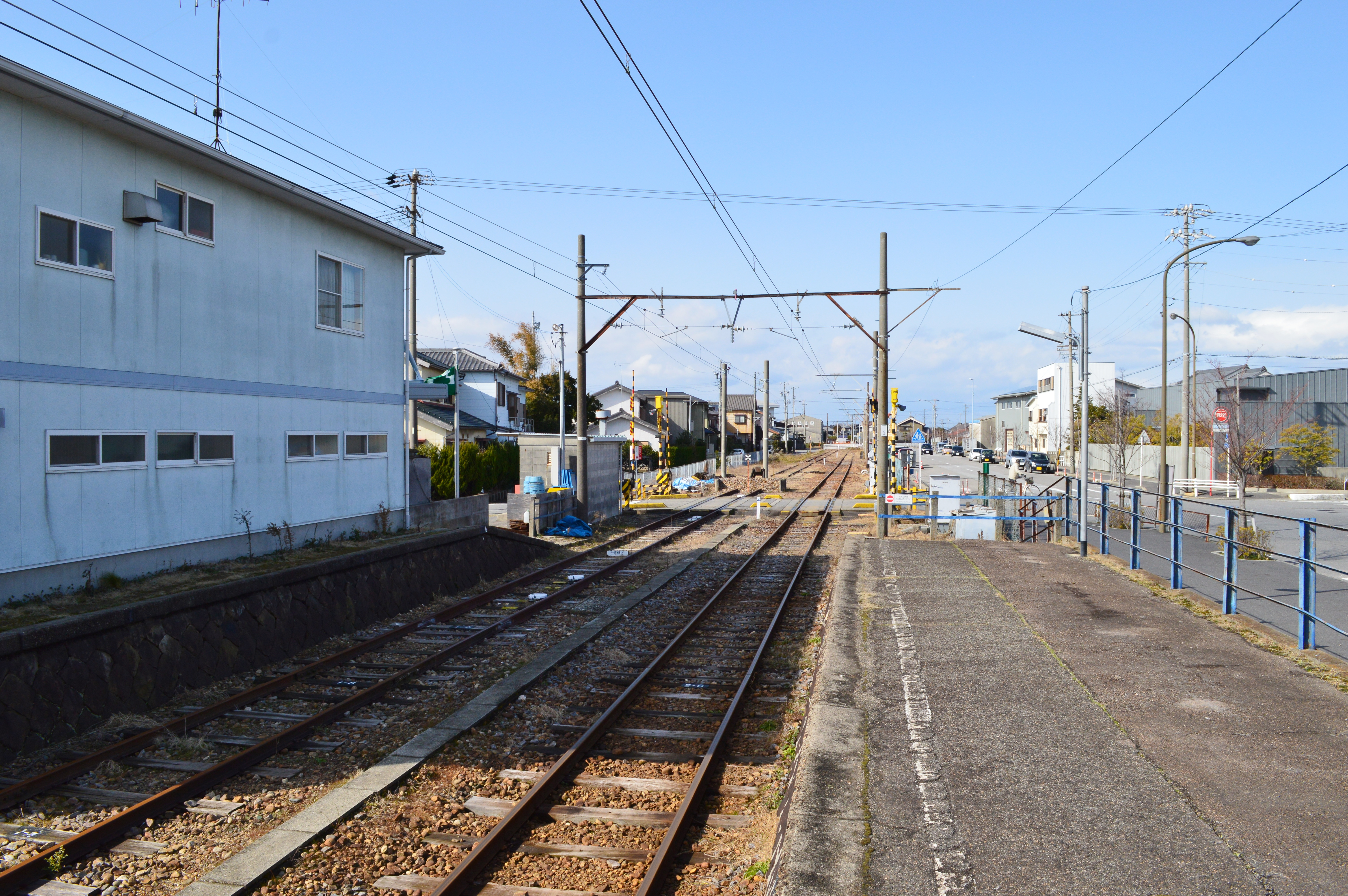
Ehemalige Mikawa-Linie
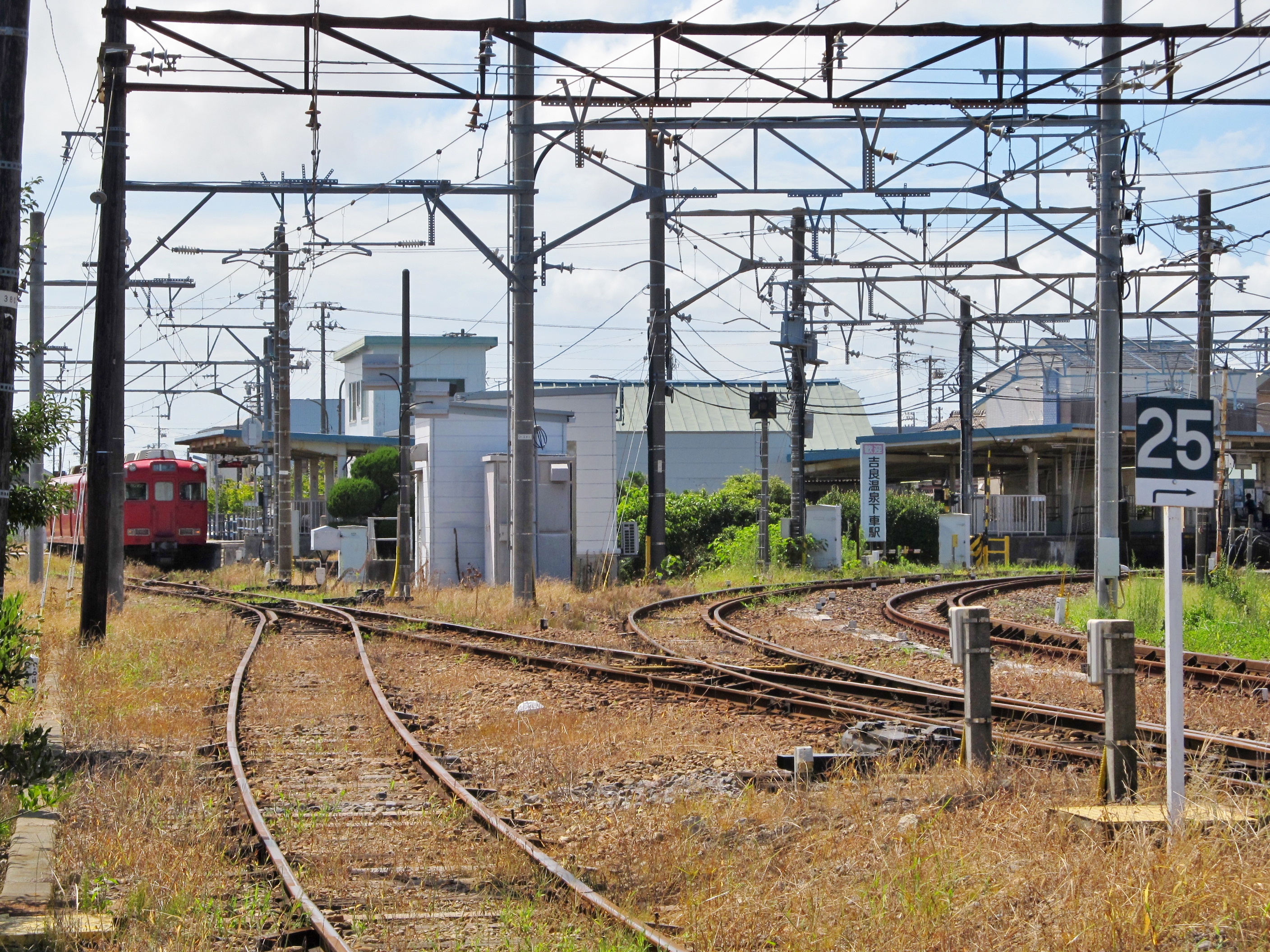
Gleise der Nishio- und Gamagōri-Linie
Gleisplan
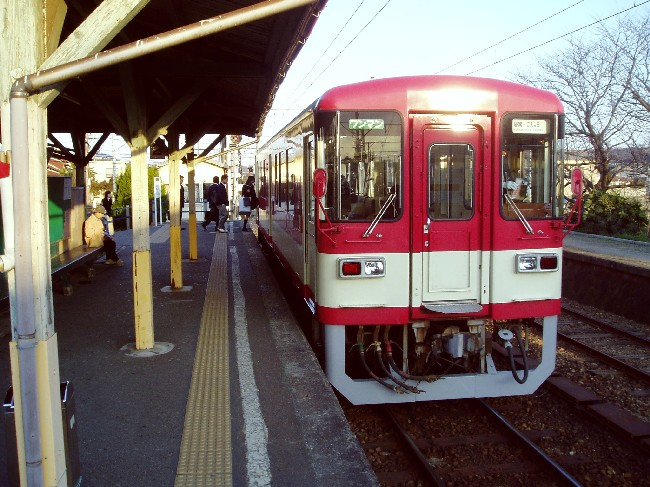
Gleis 2 kurz vor der Stilllegung der Mikawa-Linie (Februar 2004)

## Gleise
| 1   | ▉ Meitetsu Mikawa-Linie   | (nicht mehr genutzt)                        |
| 2   | ▉ Meitetsu Gamagōri-Linie | Gamagōri                                    |
| 3/4 | ▉ Meitetsu Nishio-Linie   | Nishio • Shin-Anjō • Meitetsu Nagoya • Saya |

## Linien
| Verlauf der Meitetsu Gamagōri-Linie |
| --- |
| Kira Yoshida • Mikawa Toba • Nishi-Hazu • Higashi-Hazu • Kodomonokuni • Nishiura • Katahara • Mikawa Kashima • Gamagōri-Kyōteijō-mae • Gamagōri |

| Verlauf der Meitetsu Nishio-Linie |
| --- |
| Shin-Anjō • Kita-Anjō • Minami-Anjō • Hekikai-Furui • Horiuchikōen • Sakurai • Minami-Sakurai • Yonezu • Sakuramachi-mae • Nishioguchi • Nishio • Fukuchi • Kami Yokosuka • Kira Yoshida |

## Geschichte

Gleisplan von 1943 mit dem alten Bahnhof (oben) und dem neuen Bahnhof (unten) sowie dem Hafenbahnhof Yoshida-kō (Mitte)

Etwa 300 Meter nördlich des heutigen Standorts eröffnete die Bahngesellschaft Nishio Tetsudō am 5. August 1915 den ersten Bahnhof namens Kira Yoshida. Er war die südliche Endstation einer in Okazaki beginnenden Kleinbahn, die eine Spurweite von 762 mm aufwies. Am 12. Februar 1916 folgte die Verlängerung zum Güterbahnhof Yoshida-kō, wo sich ein Schiffsanleger befand. 1926 ging die Nishio Tetsudō in der Aichi Denki Tetsudō (Aiden) auf. Diese modernisierte daraufhin die Strecke grundlegend, wozu die Elektrifizierung und die Umspurung auf 1067 mm gehörten. Die entsprechenden Arbeiten waren am 1. Oktober 1928 abgeschlossen und am selben Tag wurde das kurze Teilstück zum Hafenbahnhof Yoshida-kō stillgelegt. Eine weitere Bahngesellschaft, die Mikawa Tetsudō (Mikatetsu), eröffnete am 25. August 1928 den südlichsten Abschnitt der später so bezeichneten Mikawa-Linie, zusammen mit einem eigenen Bahnhof namens Mikawa Yoshida. Zur Strecke der Nishio Tetsudō bestand trotz der kurzen Entfernung keine Verbindung.
Am 11. August 1929 nahm die Mikatetsu den ersten Abschnitt der Gamagōri-Linie nach Mikawa Toba in Betrieb, wodurch Mikawa Yoshida sich zu einem Durchgangsbahnhof wandelte. 1935 fusionierte die Aiden mit der Meigi Tetsudō zur Meitetsu, diese wiederum übernahm 1941 die Mikatetsu. Um alle drei in Yoshida endenden Linien miteinander zu verknüpfen, verlängerte die Meitetsu am 28. Dezember 1942 die Nishio-Linie um 300 Meter nach Süden. Am 1. Februar 1943 legte sie den älteren der beiden Bahnhöfe still, übertrug dessen Namen jedoch an den jüngeren Bahnhof. Das Mikawa-Erdbeben vom 13. Januar 1945 richtete Schäden am Empfangsgebäude an. Am 1. November 1960 erfolgte die Umbenennung des Bahnhofs in Kira Yoshida und 1969 gab die Meitetsu aus Rationalisierungsgründen den Güterumschlag auf. Am 1. April 2004 legte die Meitetsu den südlichsten Abschnitt der Mikawa-Linie zwischen Hekinan und Kira Yoshida still.